# Duc africà
El duc africà (Bubo africanus) és una espècie d'ocell de la família dels estrígids (Strigidae). Habita sabanes i boscos de l'Àfrica subsahariana, principalment al sud de l'Equador, i el sud de la Península Aràbiga. El seu estat de conservació es considera de risc mínim.